# Bistum Naviraí
Das Bistum Naviraí ist eine in Brasilien gelegene römisch-katholische Diözese mit Sitz in Naviraí im Bundesstaat Mato Grosso do Sul.

## Geschichte
Das Bistum Naviraí wurde am 1. Juni 2011 durch Papst Benedikt XVI. mit der Apostolischen Konstitution Summi Nostri aus Gebietsabtretungen des Bistums Dourados errichtet und dem Erzbistum Campo Grande als Suffraganbistum unterstellt. Erster Bischof wurde Ettore Dotti CSF.
Das Bistum Naviraí umfasst die Municipios Naviraí, Anaurilândia, Angélica, Bataguassu, Batayporã, Eldorado, Iguatemi, Itaquiraí, Ivinheira, Japorã, Jateí, Juti, Mundo Novo, Nova Andradina, Novo Horizonte do Sul, Paranhos, Sete Quedas, Tacuru und Taquarussu.